# ティアドロップトレーラー

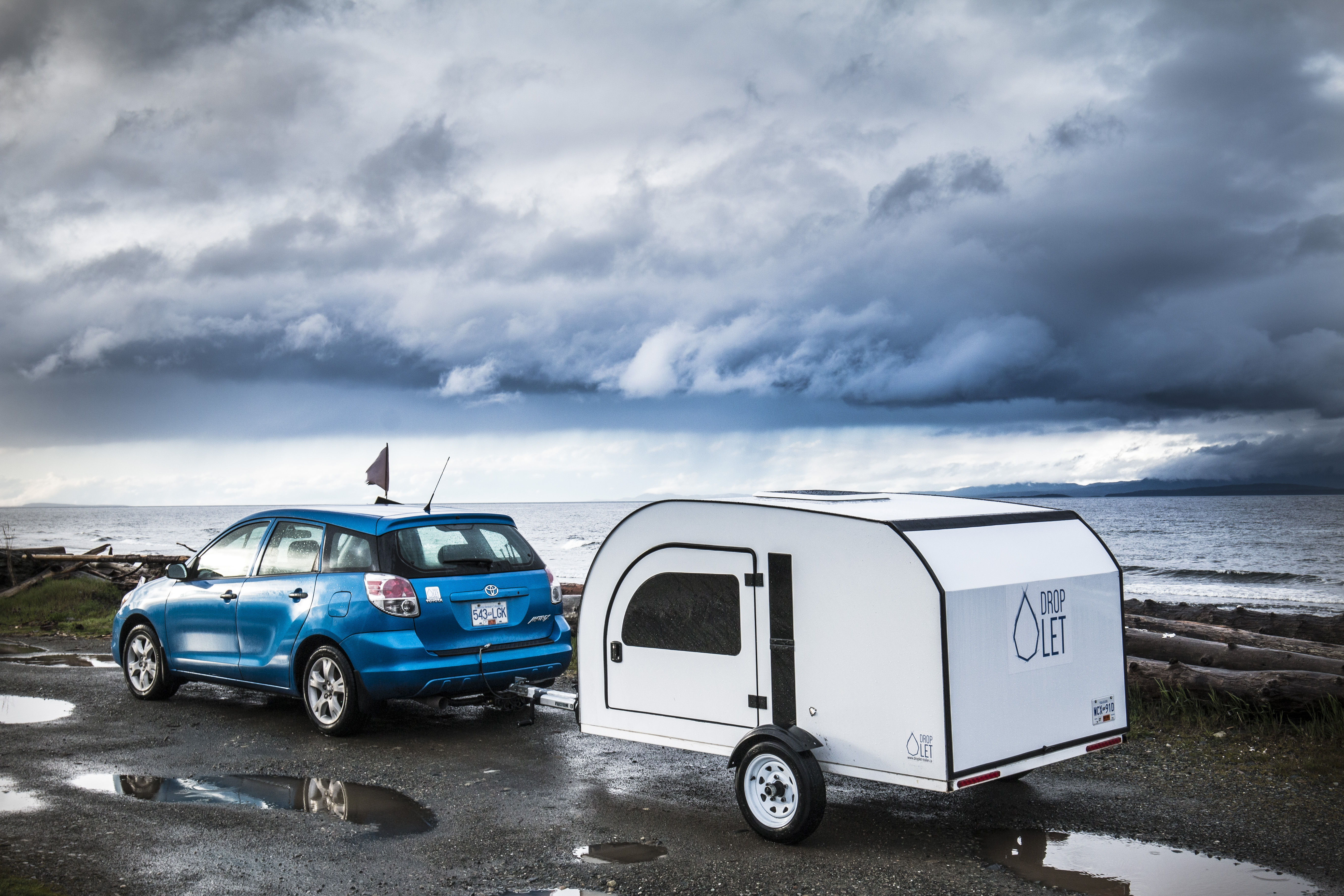
ティアドロップトレーラー

ティアドロップトレーラー(英: Teardrop trailer)は、軽量・小型のキャンピングトレーラーの一種。

## 特徴
広さ
一般的なキャブコンバージョンと比較して車室が狭い。普及価格帯のキャブコンバージョンでリビングセットを持たない車両はほぼ皆無だが、ティアドロップタイプにリビングセットはない。また、他のキャンピングトレーラーでは一般的であるベッドの広さも一般のトレーラーより狭いが、コンパクトさにおいては他のトレーラーより上である。
設備
一部架装（エアコンなど）を除き、トレーラーの方が良い場合が多いのだが、ティアドロップタイプではこの限りではない。キャブコンバージョンでは広さの都合で犠牲にされる設備が、このトレーラーでは更に顕著で最低限の設備しかない。特にキッチンは外部に設置されているため、食事の際は外で済まさなければならない。
価格
サイズの割に、それなりの価格であるケースが多い。
その他
トイレ部屋を搭載するスペースがなく、ポータブルトイレを置く場合がほとんど。

## 装備
- シンク
- 水栓
- ガスコンロ
- 冷蔵庫

ティアドロップトレーラーでは、これらはリアハッチ内に収められている。
- テレビ、ビデオ、オーディオ

就寝スペースに設置されている場合がほとんど。
- 電源装置
- 走行充電システム

## 日本国内での運行事情
基本的にはキャンピングトレーラーもしくはライトトレーラーに準拠する。